# العوينة
العوينة قرية في منطقة الغاب التابعة لمحافظة حماة في سورية. تقع في سهل الغاب على بعد حوالي 5 كم إلى الجنوب الشرقي من مدينة السقيلبية. بلغ عدد سكانها 1832 نسمة حسب تعداد عام 2004.